# Blauwkeelsialia
De blauwkeelsialia (Sialia mexicana) is een vogelsoort uit de familie van de lijsters.

## Verspreiding en leefgebied
Deze soort komt voor in het zuidwesten van de Verenigde Staten en Mexico en telt 6 ondersoorten:
- Sialia mexicana mexicana - het zuidelijke deel van Centraal-Mexico (Swainson, 1832)
- Sialia mexicana occidentalis - van zuidwestelijk Canada tot noordelijk Baja California  (Townsend, 1837)
- Sialia mexicana bairdi - van de inlandse westelijke Verenigde Staten tot Sonora en Chihuahua (Ridgway, 1894)
- Sialia mexicana amabilis - het noordelijke deel van Centraal-Mexico (Moore, 1939)
- Sialia mexicana jacoti - de zuidelijk-centrale Verenigde Staten en noordoostelijk Mexico (Phillips, 1991)
- Sialia mexicana nelsoni - centraal Mexico (Phillips, 1991)

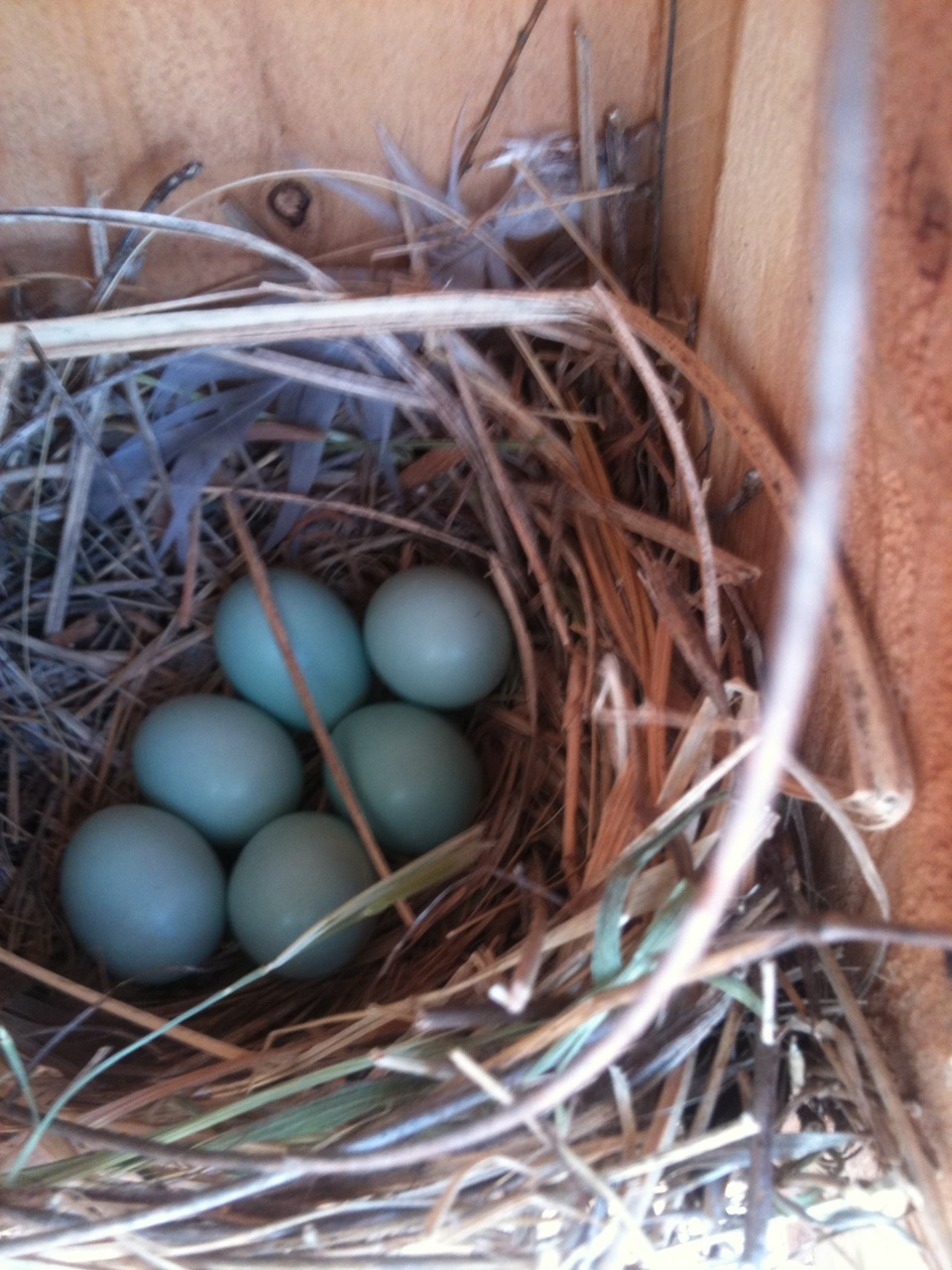
Nest van een blauwkeelsialia
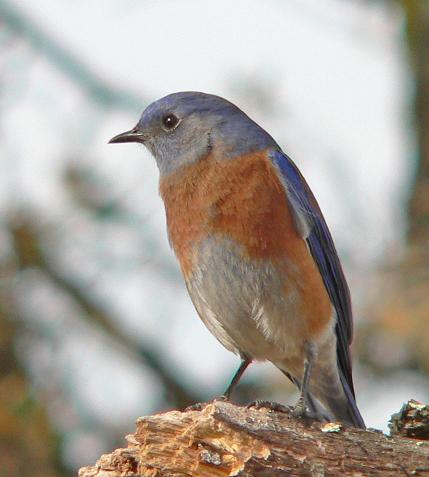
Een vrouwtjes blauwkeelsialia